# Te dä språk ja älsker
Te där språk ja älsker, med undertiteln Rimmerier och raljerier på östgötamål, är en antologi innehållande dikter och småberättelser på genuina dialekter från Östergötland. Till dessas författare hör bland andra Nils Larsa Waange, Carl Hedegård och Teodor Hultgren. Det mesta är författat under 1900-talets första hälft. Boken är sammanställd av Christer Topelius. Övriga upphovsrättsinnehavare är Margareta Källskog samt Östergötlands Bildningsförbund och Östergötlands länsmuseum. Utgivande förlag är Östergötlands länsmuseums förlag. Utgivningsåret var 1994